# Ishikawa, Fukushima
Ishikawa (石川町 Ishikawa-machi) là thị trấn thuộc huyện Ishikawa, tỉnh Fukushima, Nhật Bản. Tính đến ngày 1 tháng 10 năm 2020, dân số ước tính thị trấn là 14.644 người và mật độ dân số là 130 người/km2. Tổng diện tích thị trấn là 115,7 km2.

## Địa lý

### Đô thị lân cận
- Fukushima
  - Shirakawa
  - Furudono
  - Asakawa
  - Tamakawa
  - Hirata
  - Nakajima
  - Yabuki
  - Samegawa

### Khí hậu
| Dữ liệu khí hậu của Ishikawa, Fukushima  | Dữ liệu khí hậu của Ishikawa, Fukushima | Dữ liệu khí hậu của Ishikawa, Fukushima | Dữ liệu khí hậu của Ishikawa, Fukushima | Dữ liệu khí hậu của Ishikawa, Fukushima | Dữ liệu khí hậu của Ishikawa, Fukushima | Dữ liệu khí hậu của Ishikawa, Fukushima | Dữ liệu khí hậu của Ishikawa, Fukushima | Dữ liệu khí hậu của Ishikawa, Fukushima | Dữ liệu khí hậu của Ishikawa, Fukushima | Dữ liệu khí hậu của Ishikawa, Fukushima | Dữ liệu khí hậu của Ishikawa, Fukushima | Dữ liệu khí hậu của Ishikawa, Fukushima | Dữ liệu khí hậu của Ishikawa, Fukushima |
| Tháng                                    | 1                                       | 2                                       | 3                                       | 4                                       | 5                                       | 6                                       | 7                                       | 8                                       | 9                                       | 10                                      | 11                                      | 12                                      | Năm                                     |
| ---------------------------------------- | --------------------------------------- | --------------------------------------- | --------------------------------------- | --------------------------------------- | --------------------------------------- | --------------------------------------- | --------------------------------------- | --------------------------------------- | --------------------------------------- | --------------------------------------- | --------------------------------------- | --------------------------------------- | --------------------------------------- |
| Cao kỉ lục °C (°F)                       | 15.5 (59.9)                             | 20.3 (68.5)                             | 24.3 (75.7)                             | 30.5 (86.9)                             | 35.5 (95.9)                             | 35.3 (95.5)                             | 37.1 (98.8)                             | 37.7 (99.9)                             | 35.3 (95.5)                             | 29.5 (85.1)                             | 23.0 (73.4)                             | 20.7 (69.3)                             | 37.7 (99.9)                             |
| Trung bình ngày tối đa °C (°F)           | 5.3 (41.5)                              | 6.4 (43.5)                              | 10.5 (50.9)                             | 16.8 (62.2)                             | 22.2 (72.0)                             | 25.2 (77.4)                             | 28.7 (83.7)                             | 30.0 (86.0)                             | 25.6 (78.1)                             | 19.6 (67.3)                             | 13.9 (57.0)                             | 8.2 (46.8)                              | 17.7 (63.9)                             |
| Trung bình ngày °C (°F)                  | 0.3 (32.5)                              | 1.0 (33.8)                              | 4.5 (40.1)                              | 10.2 (50.4)                             | 15.6 (60.1)                             | 19.4 (66.9)                             | 23.2 (73.8)                             | 24.1 (75.4)                             | 20.0 (68.0)                             | 13.9 (57.0)                             | 7.9 (46.2)                              | 2.8 (37.0)                              | 11.9 (53.4)                             |
| Tối thiểu trung bình ngày °C (°F)        | −3.7 (25.3)                             | −3.4 (25.9)                             | −0.6 (30.9)                             | 4.2 (39.6)                              | 9.8 (49.6)                              | 14.9 (58.8)                             | 19.2 (66.6)                             | 20.1 (68.2)                             | 16.0 (60.8)                             | 9.5 (49.1)                              | 3.1 (37.6)                              | −1.4 (29.5)                             | 7.3 (45.2)                              |
| Thấp kỉ lục °C (°F)                      | −13.7 (7.3)                             | −13.4 (7.9)                             | −14.9 (5.2)                             | −5.0 (23.0)                             | 0.0 (32.0)                              | 5.6 (42.1)                              | 9.1 (48.4)                              | 10.8 (51.4)                             | 3.9 (39.0)                              | −0.7 (30.7)                             | −5.0 (23.0)                             | −12.3 (9.9)                             | −14.9 (5.2)                             |
| Lượng Giáng thủy trung bình mm (inches)  | 46.8 (1.84)                             | 37.8 (1.49)                             | 78.8 (3.10)                             | 94.5 (3.72)                             | 101.1 (3.98)                            | 126.2 (4.97)                            | 187.5 (7.38)                            | 165.6 (6.52)                            | 185.3 (7.30)                            | 150.3 (5.92)                            | 65.4 (2.57)                             | 42.3 (1.67)                             | 1.281,5 (50.45)                         |
| Số ngày giáng thủy trung bình (≥ 1.0 mm) | 5.8                                     | 5.5                                     | 9.0                                     | 9.7                                     | 10.6                                    | 12.9                                    | 14.5                                    | 11.7                                    | 12.6                                    | 9.6                                     | 7.2                                     | 6.1                                     | 115.2                                   |
| Số giờ nắng trung bình tháng             | 163.5                                   | 159.2                                   | 187.3                                   | 192.7                                   | 199.0                                   | 152.8                                   | 151.2                                   | 171.2                                   | 131.2                                   | 139.4                                   | 146.3                                   | 158.1                                   | 1.952                                   |
| Nguồn: Cục Khí tượng Nhật Bản            |                                         |                                         |                                         |                                         |                                         |                                         |                                         |                                         |                                         |                                         |                                         |                                         |                                         |

## Giao thông

### Đường sắt
JR East – Tuyến Suigun
- Iwaki-Ishikawa - Nogisawa

### Cao tốc/Xa lộ
- Abukuma Kōgen Road
- Quốc lộ 118